# Deutsche Geher-Hallenmeisterschaften

Logo (bis 2023) des Deutschen Leichtathletik-Verbandes

Wettbewerbe im Gehen waren zu verschiedenen Zeiten Bestandteil der Deutschen Hallenmeisterschaften in der Leichtathletik.
In der Bundesrepublik Deutschland betrug von 1969 bis 1975 die Wettkampfdistanz 10.000 Meter, an denen nur Männer teilnehmen durften. Von 1976 bis 1989 wurden in der BRD keine Deutschen Geher-Hallenmeisterschaften ausgetragen. Seit 1990 beträgt die Frauendistanz 3000 und die der Männer 5000 Meter. Die Wettkämpfe fanden bis 2011 mit den  Deutschen Hallenmeisterschaften statt. Seit 2012 sind sie ausgelagert und werden als Deutsche Meisterschaften im Bahngehen mit den Deutschen Hallenmeisterschaften der Mehrkämpfer oder denen der Senioren ausgetragen.
Bei den Hallenmeisterschaften ab 1964 des Deutschen Verbandes für Leichtathletik (DVfL) der Deutschen Demokratischen Republik waren Gehwettbewerbe der Männer von Anfang an mit im Programm, die der Frauen folgten ab 1985.
Die Meisterschaften der A- und B-Jugend (U20 bzw. U18) werden mit den Deutschen Jugendhallenmeisterschaften veranstaltet, bis auf die Jahre 2012–2014, als man sie bei den Deutschen Meisterschaften im Hallen-Bahngehen austrug.

## 3000 Meter Gehen der Frauen
|     | Jahr | Datum           | Ort               | 1. Platz                                        | 2. Platz                                   | 3. Platz                                    |
| --- | ---- | --------------- | ----------------- | ----------------------------------------------- | ------------------------------------------ | ------------------------------------------- |
| 01. | 1990 | 17./18. Februar | Sindelfingen      | Andrea Brückmann (LAZ Lahn-Aar Diez)            | Brigitte Buck (LG Mainburg-Niederaichbach) | Renate Warz (LG Mainburg-Niederaichbach)    |
| 02. | 1991 | 16./17. Februar | Dortmund          | Beate Anders (LAC Halensee Berlin)              | Kathrin Born (SC Berlin)                   | Simone Thust (LAC Halensee Berlin)          |
| 03. | 1992 | 8./9. Februar   | Karlsruhe         | Beate Anders (LAC Halensee Berlin)              | Kathrin Born (SC Berlin)                   | Andrea Brückmann (LAZ Lahn-Aar Diez)        |
| 04. | 1993 | 27./28. Februar | Sindelfingen      | Beate Anders (LAC Halensee Berlin)              | Kathrin Born (OSC Potsdam)                 | Simone Thust (LAC Halensee Berlin)          |
| 05. | 1994 | 25./26. Februar | Dortmund          | Beate Gummelt geb. Anders (LAC Halensee Berlin) | Kathrin Boyde geb. Born (LC Breisgau)      | Simone Thust (LAC Halensee Berlin)          |
| 06. | 1995 | 25./26. Februar | Sindelfingen      | Beate Gummelt geb. Anders (LAC Halensee Berlin) | Simone Thust (LAC Halensee Berlin)         | Sandra Leddin (Thüringer SV Erfurt)         |
| 07. | 1996 | 24./25. Februar | Karlsruhe         | Beate Gummelt geb. Anders (LAC Halensee Berlin) | Simone Thust (LAC Halensee Berlin)         | Sandra Leddin (Thüringer SV Erfurt)         |
| 08. | 1997 | 22./23. Februar | Dortmund          | Beate Gummelt geb. Anders (LAC Halensee Berlin) | Gabriele Herold (LAZ Leipzig)              | Melanie Seeger (LG Potsdam LSH)             |
| 09. | 1998 | 14./15. Februar | Sindelfingen      | Gabriele Herold (LAZ Leipzig)                   | Denise Friedenberger (SCC Berlin)          | Annett Amberg (LAZ Leipzig)                 |
| 10. | 1999 | 20./21. Februar | Karlsruhe         | Melanie Seeger (LG Potsdam LSH)                 | Annett Amberg (LAZ Leipzig)                | Gabriele Herold (LAZ Leipzig)               |
| 11. | 2000 | 12./13. Februar | Sindelfingen      | Beate Gummelt (LAC Halensee Berlin)             | Sabine Zimmer (LG Potsdam LSH)             | Gabriele Herold (LAZ Leipzig)               |
| 12. | 2001 | 24./25. Februar | Dortmund          | Sabine Zimmer (LG Potsdam LSH)                  | Melanie Seeger (LG Potsdam LSH)            | Andrea Meloni ( Diez )                      |
| 13. | 2002 | 16./17. Februar | Sindelfingen      | Kathrin Boyde (LC Breisgau)                     | Melanie Seeger (SC Potsdam)                | Nicole Best (TV Groß-Gerau)                 |
| 14. | 2003 | 22./23. Februar | Leipzig           | Melanie Seeger (SC Potsdam)                     | Sabine Zimmer (SC Potsdam)                 | Nicole Best (TV Groß-Gerau)                 |
| 15. | 2004 | 21./22. Februar | Dortmund          | Melanie Seeger (SC Potsdam)                     | Sabine Zimmer (SC Potsdam)                 | Andrea Meloni (LT Diezer TSK/LG Einrich)    |
| 16. | 2005 | 19./20. Februar | Sindelfingen      | Sabine Zimmer (SC Potsdam)                      | Melanie Seeger (SC Potsdam)                | Maja Landmann (SC Potsdam)                  |
| 17. | 2006 | 25./26. Februar | Karlsruhe         | Melanie Seeger (SC Potsdam)                     | Sabine Zimmer (SC Potsdam)                 | Maja Landmann (PTSV Jahn Freiburg)          |
| 18. | 2007 | 17./18. Februar | Leipzig           | Melanie Seeger (SC Potsdam)                     | Sabine Zimmer (SC Potsdam)                 | Ulrike Sischka (SV Halle)                   |
| 19. | 2008 | 23./24. Februar | Sindelfingen      | Melanie Seeger (SC Potsdam)                     | Jenny Grasse (Erfurter LAC)                | Sandra Krause (SC Potsdam)                  |
| 20. | 2009 | 21./22. Februar | Leipzig           | Sabine Zimmer (TV Wattenscheid 01)              | Nicole Best (TV Groß-Gerau)                | Christin Elß (SC Potsdam)                   |
| 21. | 2010 | 27./28. Februar | Karlsruhe         | Christin Elß (SC Potsdam)                       | Nicole Best (TV Groß-Gerau)                | Charlyne Czychy (SC Potsdam)                |
| 22. | 2011 | 26./27. Februar | Leipzig           | Sabine Krantz geb. Zimmer (TV Wattenscheid 01)  | Melanie Seeger (SC Potsdam)                | Charlyne Czychy (SC Potsdam)                |
| 23. | 2012 | 28./29. Januar  | Dortmund          | Sabine Krantz geb. Zimmer (TV Wattenscheid 01)  | Melanie Seeger (SC Potsdam)                | nur zwei Teilnehmerinnen                    |
| 24. | 2013 | 26./27. Januar  | Frankfurt-Kalbach | Nicole Best (TV Groß-Gerau)                     | Bianca Schenker (LG Vogtland)              | Brit Schröter (LG Vogtland)                 |
| 25. | 2014 | 1./2. Februar   | Frankfurt-Kalbach | Nicole Best (TV Groß-Gerau)                     | Bianca Schenker (LG Vogtland)              | Brit Schröter (LG Vogtland)                 |
| 26. | 2015 | 27. Februar     | Erfurt            | Lea Dederichs (ART Düsseldorf)                  | Nicole Best (TV Groß-Gerau)                | Franziska Glandorf (DJK Arminia Ibbenbüren) |
| 27. | 2016 | 14. Februar     | Erfurt            | Teresa Zurek (SC Potsdam)                       | Nicole Best (TV Groß-Gerau)                | Lea Dederichs (ART Düsseldorf)              |
| 28. | 2017 | 5. März         | Erfurt            | Teresa Zurek (SC Potsdam)                       | Julia Richter (SC Potsdam)                 | Julia Henze (ASV Erfurt)                    |
| 29. | 2018 | 2. März         | Erfurt            | Teresa Zurek (SC Potsdam)                       | Saskia Feige (SC Potsdam)                  | (Nur zwei Teilnehmerinnen am Start)         |
| 30. | 2019 | 1. März         | Halle (Saale)     | Teresa Zurek (SC Potsdam)                       | Saskia Feige (SC Potsdam)                  | Josephine Grandi (SC Potsdam)               |
| 31. | 2020 | 28. Februar     | Erfurt            | Josephine Grandi (SC Potsdam)                   | Sarah Friedrich (LG Würm Athletik)         | Alina Leipe (SC Potsdam)                    |

## 5000 Meter Gehen der Männer
|     | Jahr | Datum           | Ort               | 1. Platz                             | 2. Platz                             | 3. Platz                                      |
| --- | ---- | --------------- | ----------------- | ------------------------------------ | ------------------------------------ | --------------------------------------------- |
| 01. | 1990 | 17./18. Februar | Sindelfingen      | Robert Ihly (LFV Schutterwald)       | Volkmar Scholz (SV 1892 Berlin)      | Franz-Josef Weber (Eintracht Frankfurt)       |
| 02. | 1991 | 16./17. Februar | Dortmund          | Ronald Weigel (OSC Potsdam)          | Bernd Gummelt (OSC Potsdam)          | Daniel Bauer (OSC Potsdam)                    |
| 03. | 1992 | 8./9. Februar   | Karlsruhe         | Ronald Weigel (LAC Halensee Berlin)  | Axel Noack (Thüringer SV Erfurt)     | Robert Ihly (LG Offenburg)                    |
| 04. | 1993 | 27./28. Februar | Sindelfingen      | Ronald Weigel (LAC Halensee Berlin)  | Axel Noack (Berliner TSC)            | Bernd Gummelt (OSC Potsdam)                   |
| 05. | 1994 | 25./26. Februar | Dortmund          | Ronald Weigel (LAC Halensee Berlin)  | Axel Noack (Berliner TSC)            | Bernd Gummelt (LG Potsdam)                    |
| 06. | 1995 | 25./26. Februar | Sindelfingen      | Axel Noack (OSC Berlin)              | Robert Ihly (LG Offenburg)           | Ronald Weigel (LAC Halensee Berlin)           |
| 07. | 1996 | 24./25. Februar | Karlsruhe         | Axel Noack (OSC Berlin)              | Nischan Tsamonikian (OSC München)    | Mike Trautmann (LGV Gleina)                   |
| 08. | 1997 | 22./23. Februar | Dortmund          | Robert Ihly (LG Offenburg)           | Nischan Daimer (SV Werder Bremen)    | Peter Zanner (LAC Quelle Fürth/München 1860)  |
| 09. | 1998 | 14./15. Februar | Sindelfingen      | Andreas Erm (LAC Halensee Berlin)    | Denis Trautmann (LGV Gleina)         | Mike Trautmann (LGV Gleina)                   |
| 10. | 1999 | 20./21. Februar | Karlsruhe         | Andreas Erm (LAC Halensee Berlin)    | Axel Noack (OSC Berlin)              | Mike Trautmann (LGV Gleina)                   |
| 11. | 2000 | 12./13. Februar | Sindelfingen      | Andreas Erm (LAC Halensee Berlin)    | Denis Trautmann (LGV Gleina)         | Axel Noack (OSC Berlin)                       |
| 12. | 2001 | 24./25. Februar | Dortmund          | Andreas Erm (TV Friesen-Naumburg)    | Mike Trautmann (LGV Gleina)          | Michael Lohse (LAC Quelle Fürth/1860 München) |
| 13. | 2002 | 16./17. Februar | Sindelfingen      | Andreas Erm (TV Friesen-Naumburg)    | André Höhne (LG Nike Berlin)         | Denis Trautmann (LGV Gleina)                  |
| 14. | 2003 | 22./23. Februar | Leipzig           | Andreas Erm (SC Potsdam)             | Denis Trautmann (LGV Gleina)         | Jan Albrecht (Team Erfurt)                    |
| 15. | 2004 | 21./22. Februar | Dortmund          | Andreas Erm (SC Potsdam)             | Mike Trautmann (LGV Gleina)          | André Höhne (SCC Berlin)                      |
| 16. | 2005 | 19./20. Februar | Sindelfingen      | Jan Albrecht (Team Erfurt)           | André Höhne (SCC Berlin)             | Michael Krause (LG Offenburg)                 |
| 17. | 2006 | 25./26. Februar | Karlsruhe         | André Höhne (SCC Berlin)             | Jan Albrecht (Erfurter LAC)          | Michael Krause (LG Offenburg)                 |
| 18. | 2007 | 17./18. Februar | Leipzig           | André Höhne (SCC Berlin)             | Jan Albrecht (Apoldaer LV)           | Hannes Tonat (Erfurter LAC)                   |
| 19. | 2008 | 23./24. Februar | Sindelfingen      | André Höhne (SCC Berlin)             | Hannes Tonat (Erfurter LAC)          | Christopher Linke (SC Potsdam)                |
| 20. | 2009 | 21./22. Februar | Leipzig           | André Höhne (SCC Berlin)             | Christopher Linke (SC Potsdam)       | Hagen Pohle (SC Potsdam)                      |
| 21. | 2010 | 27./28. Februar | Karlsruhe         | André Höhne (SCC Berlin)             | Carsten Schmidt (SCC Berlin)         | Christopher Linke (SC Potsdam)                |
| 22. | 2011 | 26./27. Februar | Leipzig           | Christopher Linke (SC Potsdam)       | Carsten Schmidt (SCC Berlin)         | Nils Christopher Gloger (SC Potsdam)          |
| 23. | 2012 | 28./29. Januar  | Dortmund          | Nils Christopher Gloger (SC Potsdam) | Maik Berger (SCC Berlin)             | Steffen Borsch (SV Halle)                     |
| 24. | 2013 | 26./27. Januar  | Frankfurt-Kalbach | Nils Brembach (SC Potsdam)           | Nils Christopher Gloger (SC Potsdam) | Carsten Schmidt (SCC Berlin)                  |
| 25. | 2014 | 1./2. Februar   | Frankfurt-Kalbach | Nils Brembach (SC Potsdam)           | Nils Christopher Gloger (SC Potsdam) | Marcel Lehmberg (SC Potsdam)                  |
| 26. | 2015 | 27. Februar     | Erfurt            | Steffen Borsch (SV Halle)            | Björn Tharann (SV Halle)             | nur zwei Teilnehmer                           |
| 27. | 2016 | 14. Februar     | Erfurt            | Christopher Linke (SC Potsdam)       | Nils Brembach (SC Potsdam)           | Hagen Pohle (SC Potsdam)                      |
| 28. | 2017 | 5. März         | Erfurt            | Christopher Linke (SC Potsdam)       | Nils Brembach (SC Potsdam)           | Karl Junghannß (Erfurter LAC)                 |
| 29. | 2018 | 2. März         | Erfurt            | Nils Brembach (SC Potsdam)           | Andreas Janker (LG Röthenbach)       | Steffen Borsch (SV Halle)                     |
| 30. | 2019 | 1. März         | Halle (Saale)     | Christopher Linke (SC Potsdam)       | Nils Brembach (SC Potsdam)           | Leo Köpp (LG Nord Berlin)                     |
| 31. | 2020 | 28. Februar     | Erfurt            | Andreas Janker (LG Röthenbach)       | Steffen Borsch (SV Halle)            | kein Dritter im Ziel                          |

## 10.000 Meter Gehen der Männer (DLV)
|     | Jahr | 1. Platz                             | 2. Platz                            | 3. Platz                                    |
| --- | ---- | ------------------------------------ | ----------------------------------- | ------------------------------------------- |
| 01. | 1969 | Karl-Heinz Pape (TSV Salzgitter)     | Julius Müller (TV Delmenhorst)      | Gerhard Weidner (TSV Salzgitter)            |
| 02. | 1970 | Julius Müller (TV Delmenhorst)       | Gerhard Weidner (LG Salzgitter)     | Karl-Heinz Pape (LG Salzgitter)             |
| 03. | 1971 | Wilfried Wesch (Eintracht Frankfurt) | Bernd Kannenberg (LAC Quelle Fürth) | Heinz Mayr (LG Salzgitter)                  |
| 04. | 1972 | Bernd Kannenberg (LAC Quelle Fürth)  | Gerhard Weidner (LG Salzgitter)     | Wilfried Wesch (Eintracht Frankfurt)        |
| 05. | 1973 | Bernd Kannenberg (LAC Quelle Fürth)  | Gerhard Weidner (LG Salzgitter)     | Heinz Mayr (VfL Wolfsburg)                  |
| 06. | 1974 | Bernd Kannenberg (LAC Quelle Fürth)  | Gerhard Weidner (TSV Salzgitter)    | Heinz Mayr (VfL Wolfsburg)                  |
| 07. | 1975 | Bernd Kannenberg (LAC Quelle Fürth)  | Gerhard Weidner (TSV Salzgitter)    | Heinrich Schubert (Eintracht Bad Kreuznach) |

## 3000/5000 Meter Gehen der Frauen (DVfL)
|     | Jahr | Datum           | Ort         | 1. Platz                                | 2. Platz                                | 3. Platz                             |
| --- | ---- | --------------- | ----------- | --------------------------------------- | --------------------------------------- | ------------------------------------ |
| 22. | 1985 | 16.–17. Februar | Senftenberg | Kathrin Born (ASK Vorwärts Potsdam)     | Dagmar Grimmenstein (SC Turbine Erfurt) | Ulla Klaedtke (ASK Vorwärts Potsdam) |
| 23. | 1986 | 15.–16. Februar | Senftenberg | Dagmar Grimmenstein (SC Turbine Erfurt) | Kampf (TSC Berlin)                      | Doris Kampa (SC DHfK Leipzig)        |
| 24. | 1987 | 7.–8. Februar   | Senftenberg | Doris Kampa (SC DHfK Leipzig)           | Dagmar Grimmenstein (SC Turbine Erfurt) | Ines Estedt (SC Dynamo Berlin)       |
| 25. | 1988 | 26.–27. Februar | Senftenberg | Beate Anders (TSC Berlin)               | Ines Estedt (SC Dynamo Berlin)          | Ulla Klaedtke (ASK Vorwärts Potsdam) |
| 26. | 1989 | 11.–12. Februar | Senftenberg | Beate Anders (TSC Berlin)               | Kathrin Born (ASK Vorwärts Potsdam)     | Simone Thust (SC DHfK Leipzig)       |
| 27. | 1990 | 17.–18. Februar | Senftenberg | Beate Anders (TSC Berlin)               | Ines Estedt (SC Dynamo Berlin)          | Nicole Benz (SC Dynamo Berlin)       |

## 5-10-20 km Gehen der Männer (DVfL)
|     | Jahr | Datum           | Ort         | 1. Platz                                  | 2. Platz                                  | 3. Platz                               |
| --- | ---- | --------------- | ----------- | ----------------------------------------- | ----------------------------------------- | -------------------------------------- |
| 01. | 1964 | 19. Februar     | Ost-Berlin  | Adolph (ASK Vorwärts Berlin)              | Hans-Joachim Pathus (ASK Vorwärts Berlin) | Hans-Georg Reimann (SC Dynamo Berlin)  |
| 02. | 1965 | 14. Februar     |             | nicht                                     | ausgetragen                               |                                        |
| 03. | 1966 | 27. Februar     | Ost-Berlin  | Hans-Joachim Pathus (ASK Vorwärts Berlin) | Dieter Lindner (SC Chemie Halle)          | Christoph Höhne (SC Dynamo Berlin)     |
| 04. | 1967 | 19. Februar     | Ost-Berlin  | Dieter Lindner (SC Chemie Halle)          | Horst Stäps (ASK Vorwärts Potsdam)        | Gerd Paulick (ASK Vorwärts Potsdam)    |
| 05. | 1968 | 17.–18. Februar | Ost-Berlin  | Horst Stäps (ASK Vorwärts Potsdam)        | Dieter Lindner (SC Chemie Halle)          | Gerd Paulick (ASK Vorwärts Potsdam)    |
| 06. | 1969 | 15.–16. Februar |             | nicht                                     | ausgetragen                               |                                        |
| 07. | 1970 | 14.–15. Februar | Ost-Berlin  | Peter Frenkel (ASK Vorwärts Potsdam)      | Joachim Schlechtweg (Dynamo Meiningen)    | Lutz Wittke (ASK Vorwärts Potsdam)     |
| 08. | 1971 | 13.–14. Februar | Ost-Berlin  | Horst Stäps (Motor Ilmenau)               | Gerhard Sperling (TSC Berlin)             | Siegfried Zschiegner (SC Chemie Halle) |
| 09. | 1972 | 12.–13. Februar | Ost-Berlin  | Peter Frenkel (ASK Vorwärts Potsdam)      | Gerhard Sperling (TSC Berlin)             | Lutz Lipowski (SC Chemie Halle)        |
| 10. | 1973 | 24.–25. Februar | Senftenberg | Horst Stäps (Motor Ilmenau)               | Siegfried Zschiegner (SC Chemie Halle)    | Peter Selzer (SC Dynamo Berlin)        |
| 11. | 1974 | 23.–24. Februar | Ost-Berlin  | Siegfried Zschiegner (SC Chemie Halle)    | Peter Frenkel (ASK Vorwärts Potsdam)      | Lutz Lipowski (SC Chemie Halle)        |
| 12. | 1975 | 22.–23. Februar | Senftenberg | Karl-Heinz Stadtmüller (TSC Berlin)       | Lutz Lipowski (SC Chemie Halle)           | Hartwig Gauder (SC Turbine Erfurt)     |
| 13. | 1976 | 24.–25. Januar  | Ost-Berlin  | Hans-Georg Reimann (SC Dynamo Berlin)     | Karl-Heinz Stadtmüller (TSC Berlin)       | Olaf Pilarski (SC Dynamo Berlin)       |
| 14. | 1977 | 5.–6. März      | Ost-Berlin  | Karl-Heinz Stadtmüller (TSC Berlin)       | Rolf Berner (SC Chemie Halle)             | Wolfgang Heyer (SC Dynamo Berlin)      |
| 15. | 1978 | 25.–26. Februar | Senftenberg | Karl-Heinz Stadtmüller (TSC Berlin)       | Hartwig Gauder (SC Turbine Erfurt)        | Ronald Weigel (ASK Vorwärts Potsdam)   |
| 16. | 1979 | 17.–18. Februar | Senftenberg | Ronald Weigel (ASK Vorwärts Potsdam)      | Dietmar Meisch (TSC Berlin)               | Mario Kerber (ASK Vorwärts Potsdam)    |
| 17. | 1980 | 26.–27. Januar  | Senftenberg | Ronald Weigel (ASK Vorwärts Potsdam)      | Karl-Heinz Stadtmüller (TSC Berlin)       | Werner Heyer (SC Dynamo Berlin)        |
| 18. | 1981 | 14.–15. Februar | Senftenberg | Ralph Meisel (ASK Vorwärts Potsdam)       | Dietmar Meisch (TSC Berlin)               | Uwe Dünkel (TSC Berlin)                |
| 19. | 1982 | 13.–14. Februar | Senftenberg | Thomas Andrae (SC Dynamo Berlin)          | Andrej Rubarth (ASK Vorwärts Potsdam)     | Axel Betlehem (SC Chemie Halle)        |
| 20. | 1983 | 19.–20. Februar | Senftenberg | Ronald Weigel (ASK Vorwärts Potsdam)      | Hartwig Gauder (SC Turbine Erfurt)        | Roland Wieser (SC Dynamo Berlin)       |
| 21. | 1984 | 21.–22. Januar  | Senftenberg | Ronald Weigel (ASK Vorwärts Potsdam)      | Hartwig Gauder (SC Turbine Erfurt)        | Ralf Kowalsky (TSC Berlin)             |
| 22. | 1985 | 16.–17. Februar | Senftenberg | Hartwig Gauder (SC Turbine Erfurt)        | Andrej Rubarth (ASK Vorwärts Potsdam)     | Wolfram Kienast (SC Dynamo Berlin)     |
| 23. | 1986 | 15.–16. Februar | Senftenberg | Hartwig Gauder (SC Turbine Erfurt)        | Ronald Weigel (ASK Vorwärts Potsdam)      | Axel Noack (TSC Berlin)                |
| 24. | 1987 | 7.–8. Februar   | Senftenberg | Ronald Weigel (ASK Vorwärts Potsdam)      | Hartwig Gauder (SC Turbine Erfurt)        | Roland Wieser (SC Dynamo Berlin)       |
| 25. | 1988 | 26.–27. Februar | Senftenberg | Ronald Weigel (ASK Vorwärts Potsdam)      | Hartwig Gauder (SC Turbine Erfurt)        | Axel Noack (TSC Berlin)                |
| 26. | 1989 | 11.–12. Februar | Senftenberg | Bernd Gummelt (ASK Vorwärts Potsdam)      | Volker Umlauft (SC Dynamo Berlin)         | Bauer (SC DHfK Leipzig)                |
| 27. | 1990 | 17.–18. Februar | Senftenberg | Axel Noack (TSC Berlin)                   | Torsten Hafemeister (TSC Berlin)          | Ralf Weise (SC DHfK Leipzig)           |